# День Вооружённых сил Азербайджана
День Вооружённых сил Азербайджанской Республики (азерб. Azərbaycan Respublikası Silahlı Qüvvələri günü) — профессиональный праздник служащих Вооружённых сил Азербайджанской Республики. Указом Президента Азербайджанской Республики Гейдара Алиева от 22 мая 1998 года, каждый год, 26 июня в Азербайджане отмечается, как День Вооружённых сил Азербайджана. Является нерабочим днём.

## История

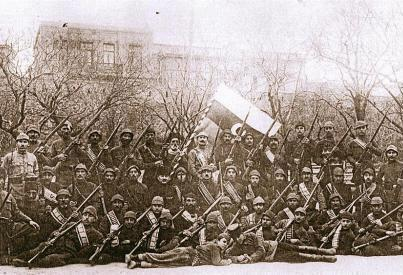
Офицеры и солдаты армии Азербайджанской Демократической Республики

26 июня 1918 года постановлением правительства Азербайджанской Демократической Республики, которая была первой республикой на мусульманском Востоке, сформированный по решению Особого Закавказского Комитета Мусульманский корпус был переименован в Отдельный азербайджанский корпус. Это решение явилось правовой основой для создания вооружённых сил независимого Азербайджана. Командиром азербайджанского корпуса был назначен генерал-лейтенант Али-Ага Шихлинский.
В 1919 году в Баку, в районе нынешнего Музейного центра прошёл первый военный парад в Азербайджанской Демократической Республике.
Указом президента Азербайджана Гейдара Алиева от 22 мая 1998 года 26 июня был объявлен «Днём Вооружённых сил» и объявлен нерабочим днём. До 1998 года День вооруженных сил Азербайджана отмечался 9 октября. В этот день 1991 года Верховный Совет Азербайджана принял закон о создании национальных сил самообороны.
Первый военный парад в истории современного независимого Азербайджана состоялся 9 октября 1992 года. Второй парад состоялся уже 26 июня 2008 года по случаю 90-летия национальной армии на площади «Азадлыг». В нём приняло участие 4500 военнослужащих, десятки видов военной техники различного типа. Третий военный парад состоялся 26 июня 2011 года. Этот парад был приурочен к 20-летию восстановления независимости Азербайджана. В нём приняли участие около 6000 военнослужащих, а самолеты ВВС Азербайджана продемонстрировали элементы высшего пилотажа.
26 июня 2013 года в Азербайджане по случаю 95-летия создания национальной армии в Баку был проведён четвёртый по счёту военный парад. Численность Вооружённых сил Азербайджана к этому времени насчитывала свыше 125000 человек личного состава, в том числе 85000 человек — в сухопутных войсках, 15000 человек — в ВВС и ПВО, 2800 человек — в ВМС. Численность Национальной гвардии составляла 2500 человек, войска МВД (спецназ) — 12000 человек, пограничные войска — 5000 человек.
26 июня 2018 года Азербайджан отметил 100-летний юбилей создания вооруженных сил пятым военным парадом в Баку. В параде приняли участие около 4000 военнослужащих, 240 единиц военной техники и более 70 самолетов. В параде участвовало формирование турецких войск, а также группа турецких истребителей F-16. В нем приняли участие многие делегации, в том числе министр обороны Ирана Амир Хатами, министр обороны Турции Нуреттин Каникли и председатель Объединённого комитета начальников штабов Пакистана, Зубайр Махмуд Хаят.

### Парад 2011

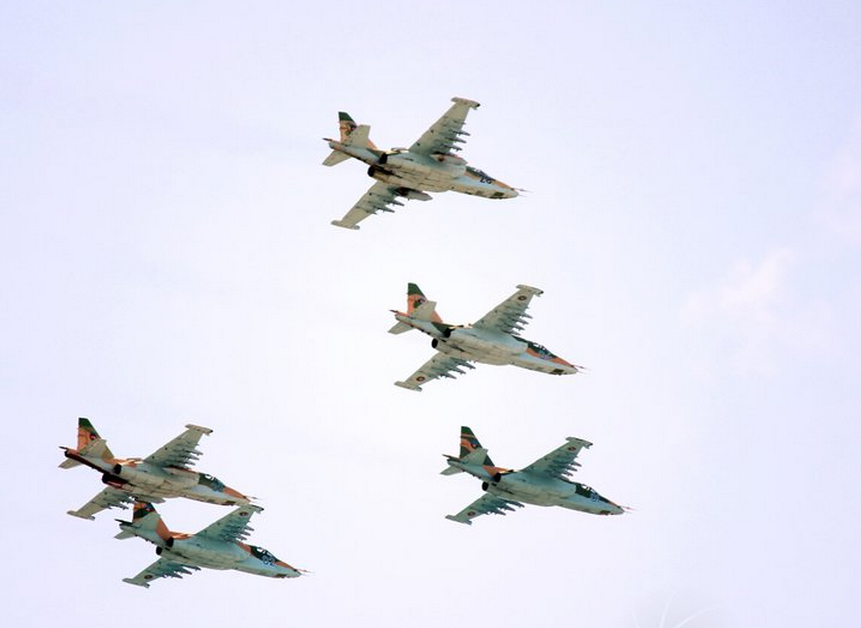
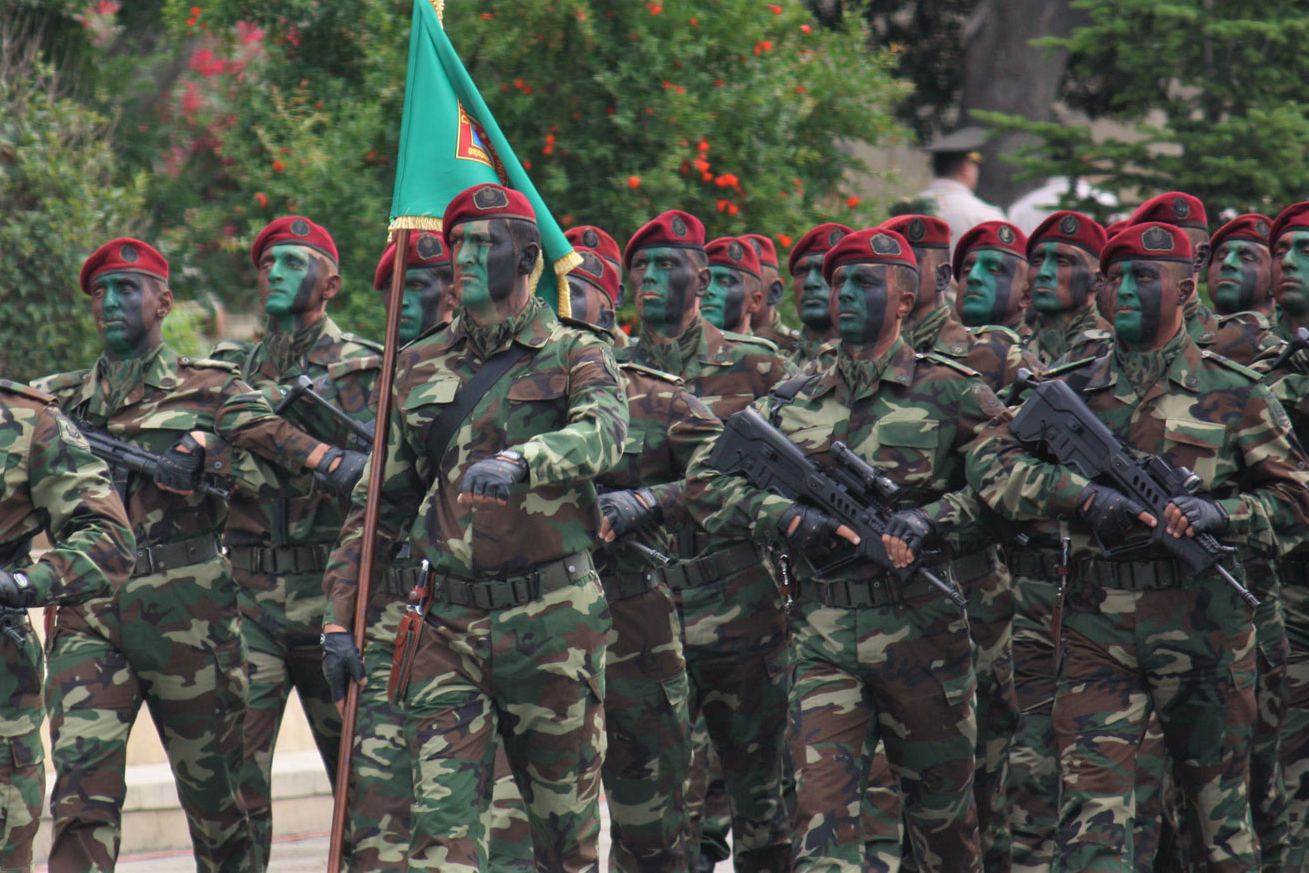
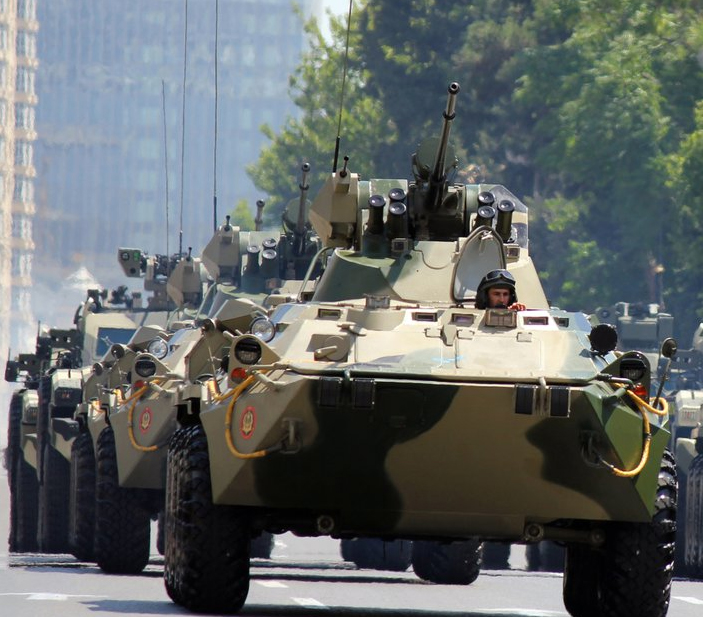
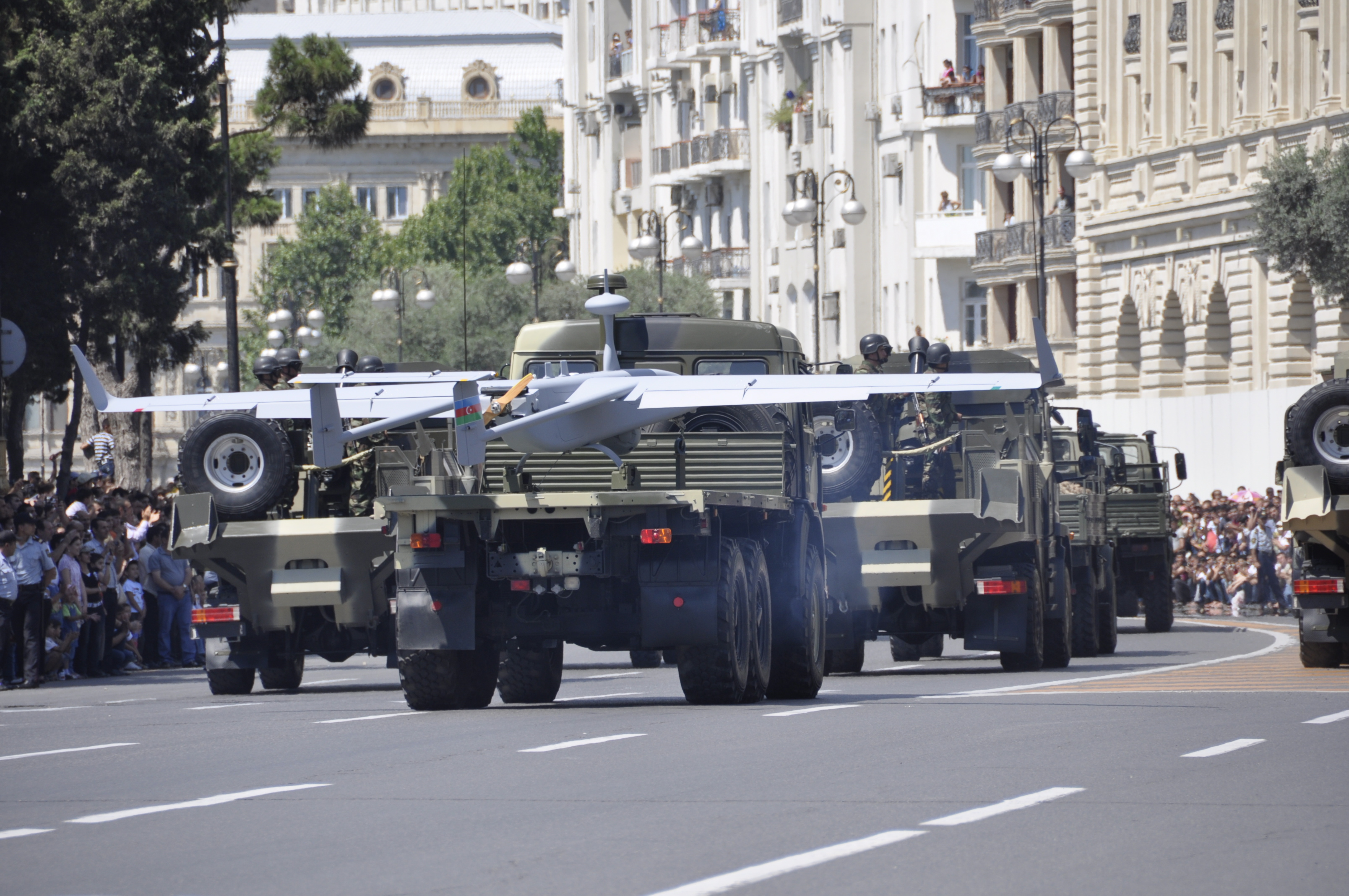
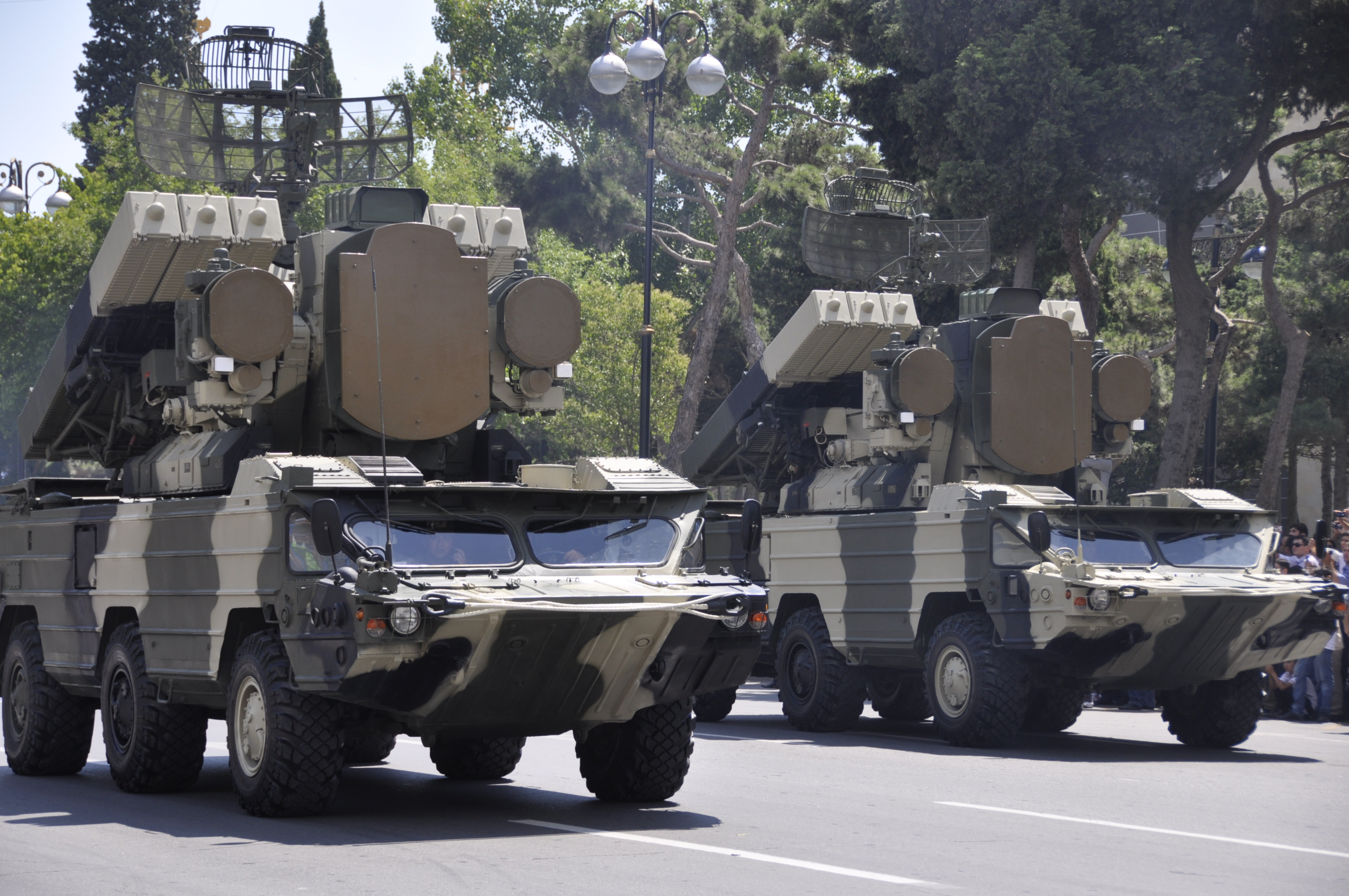
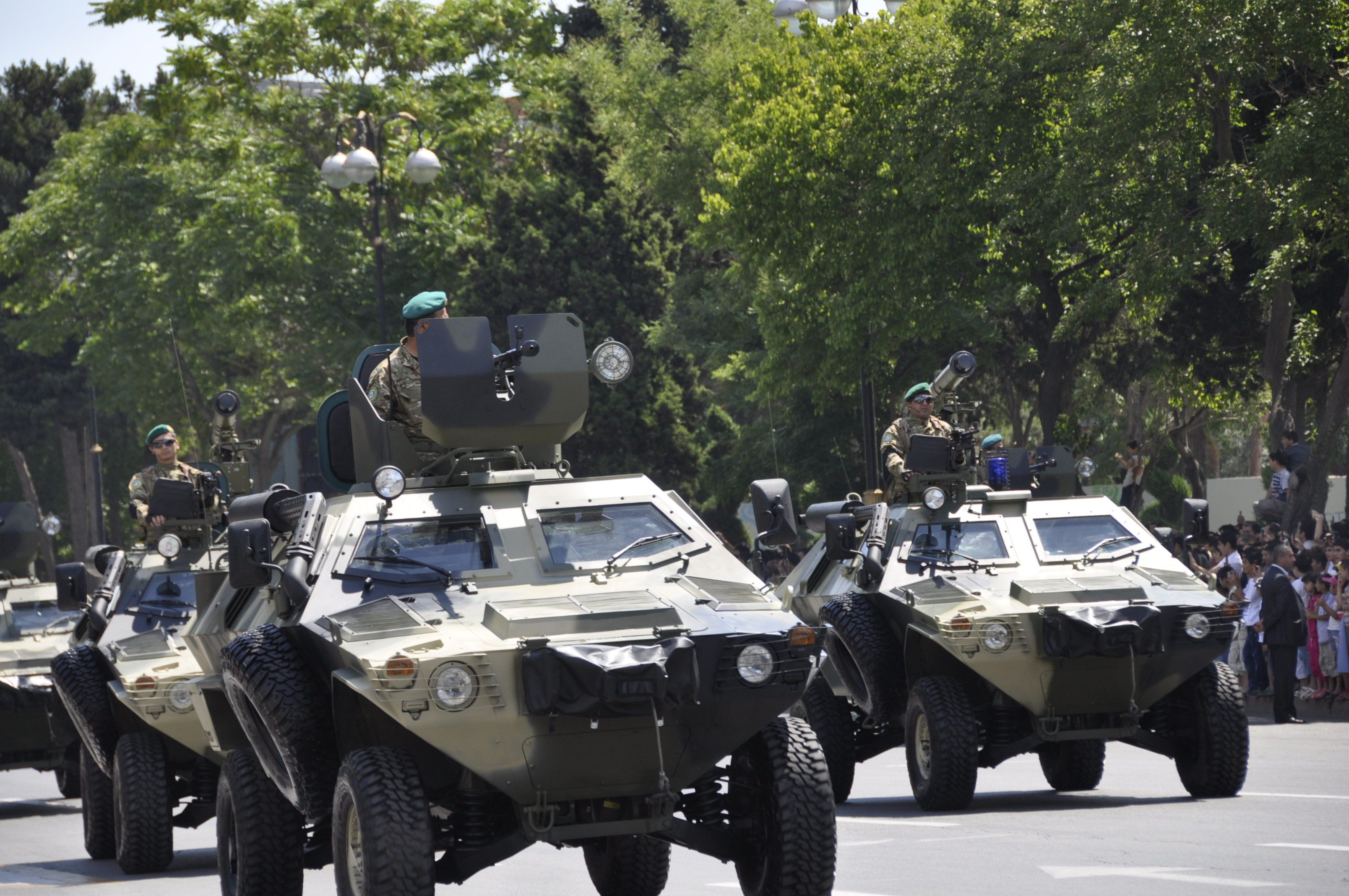
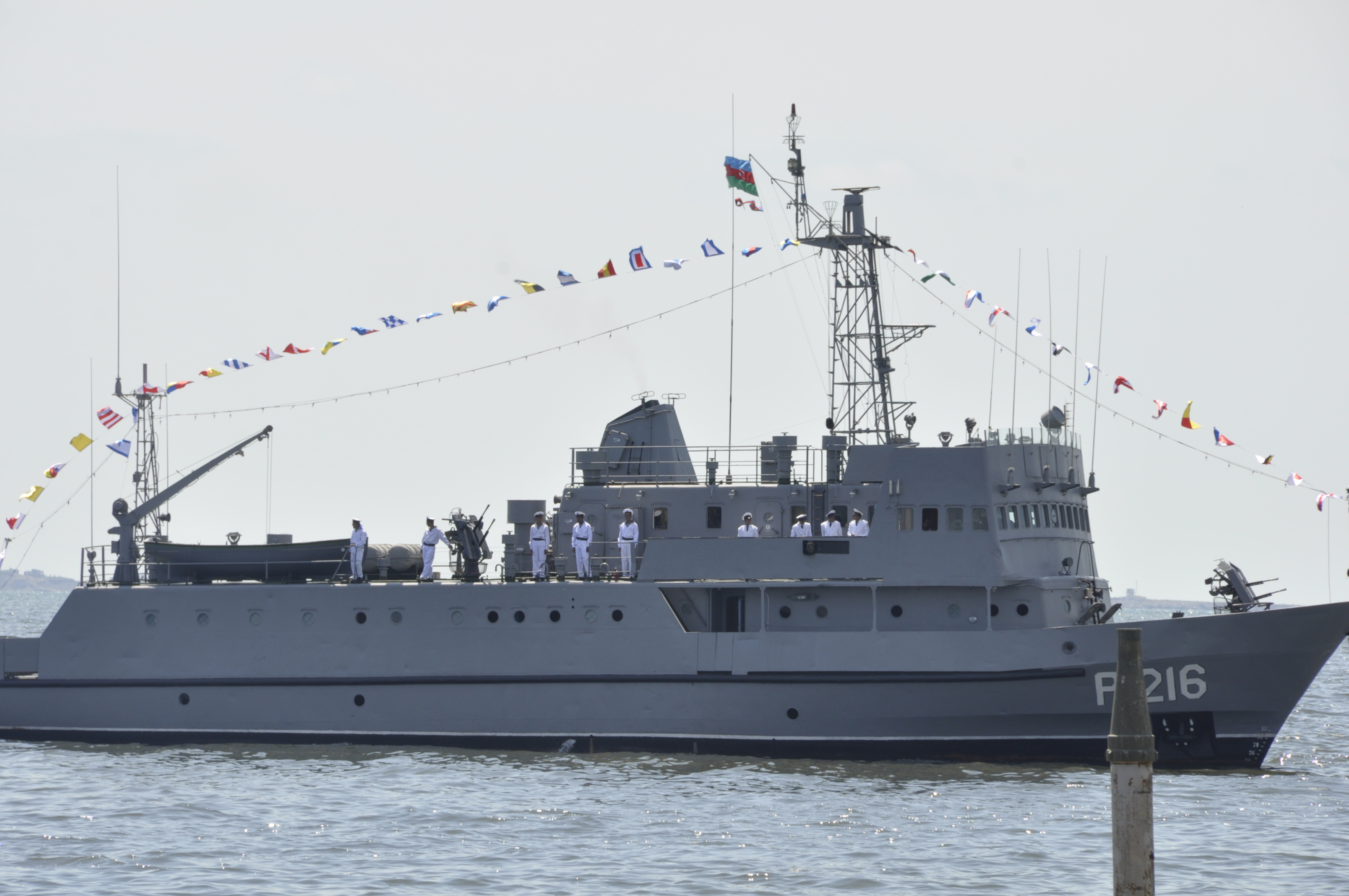
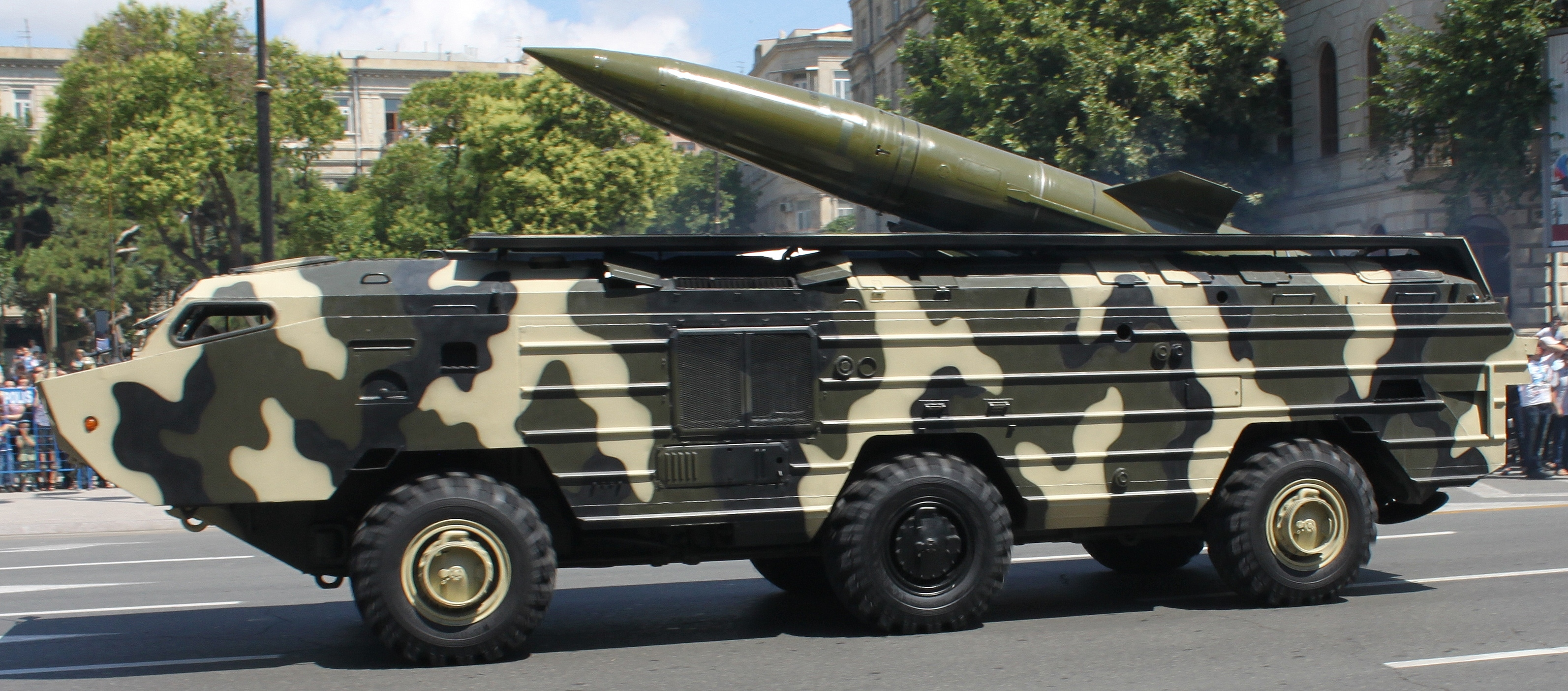
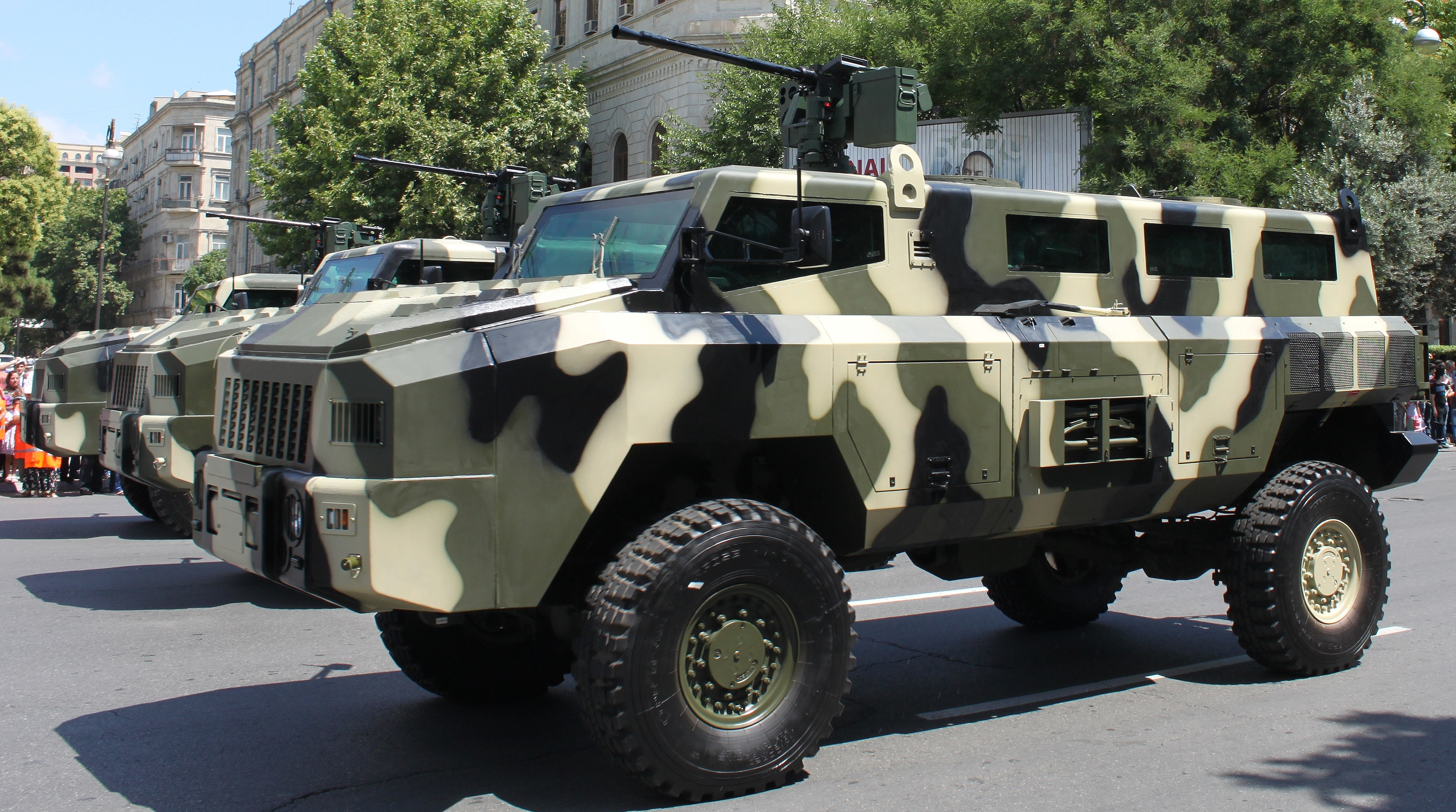
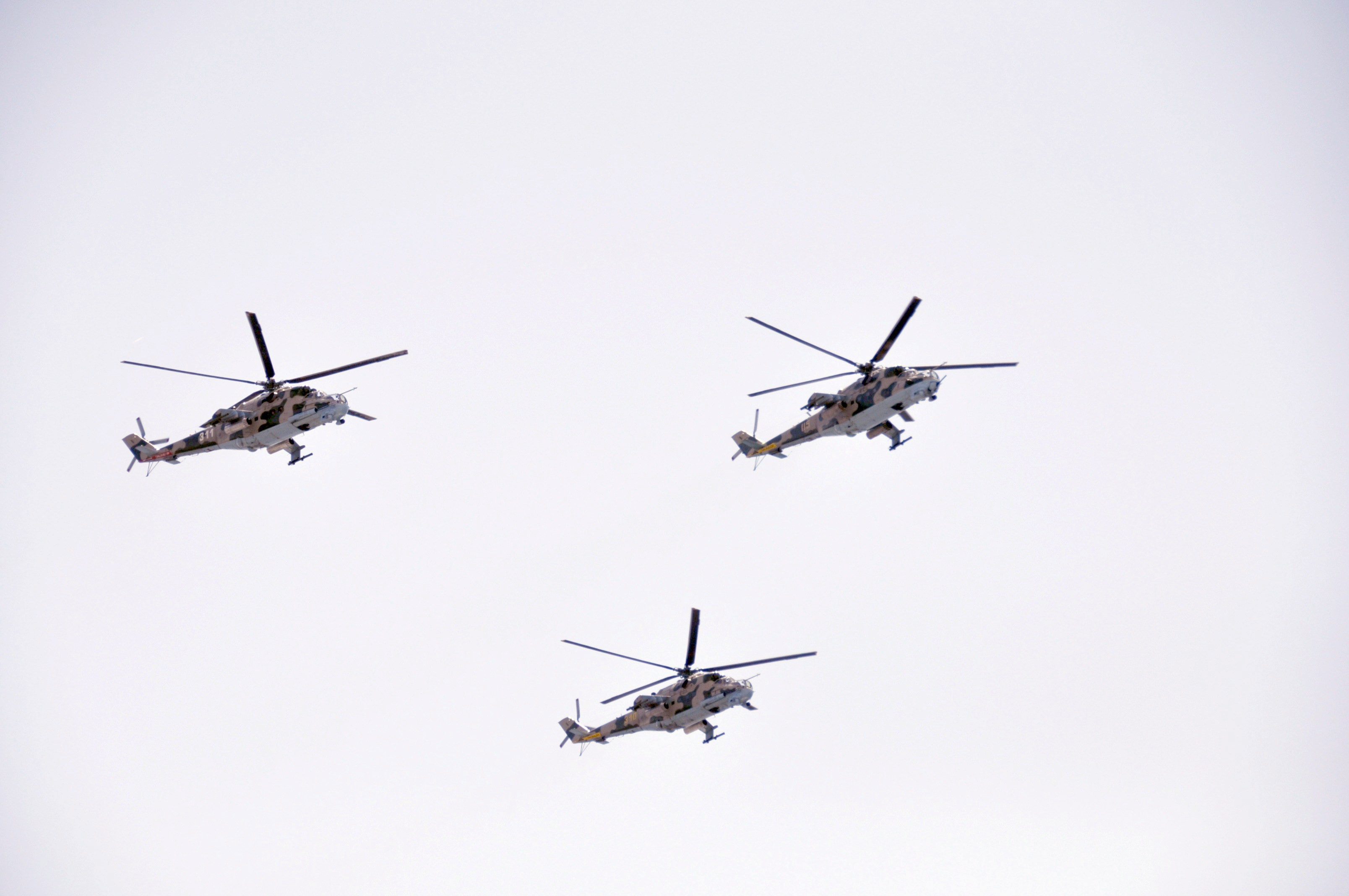

### Парад 2013

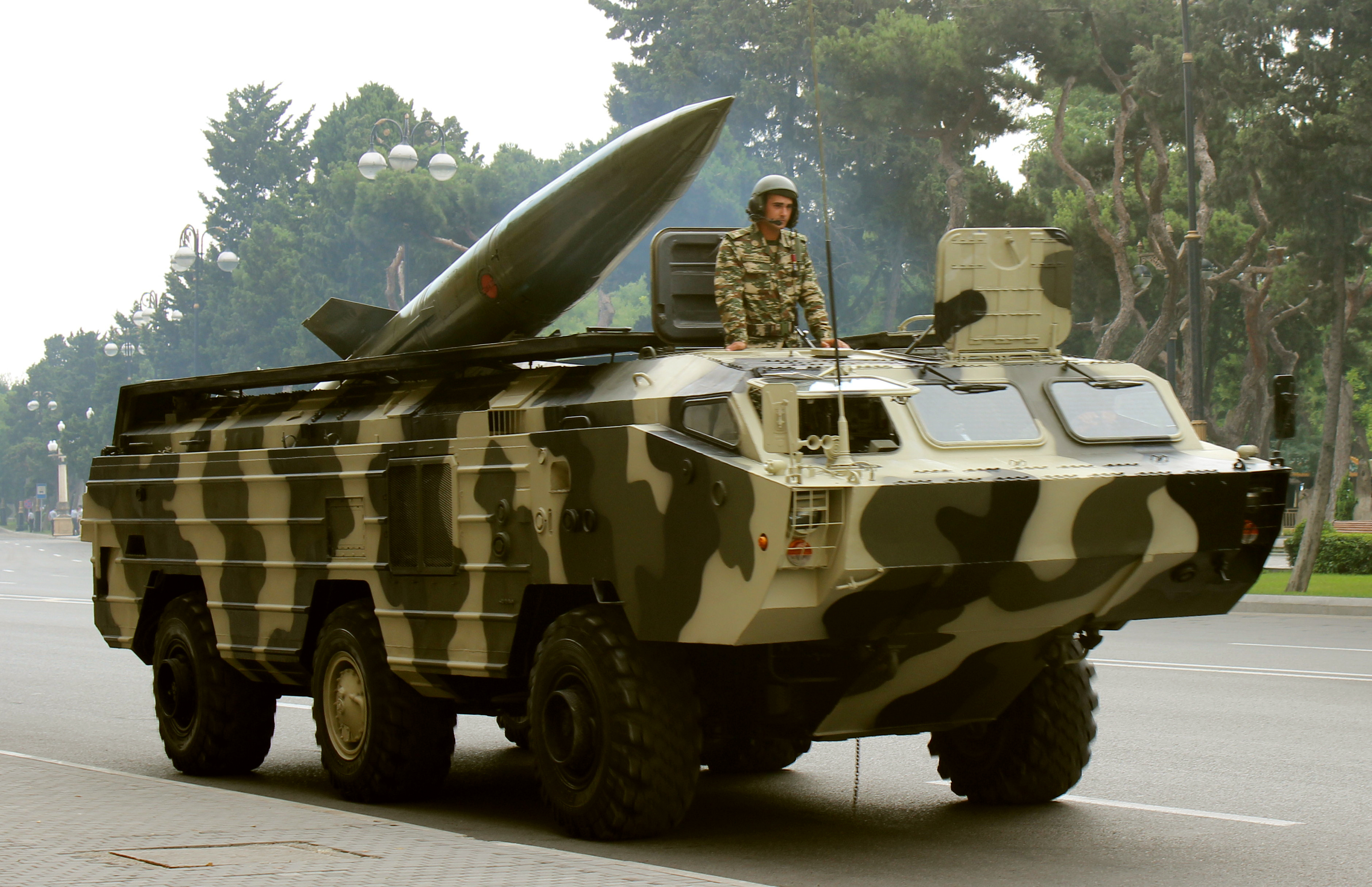
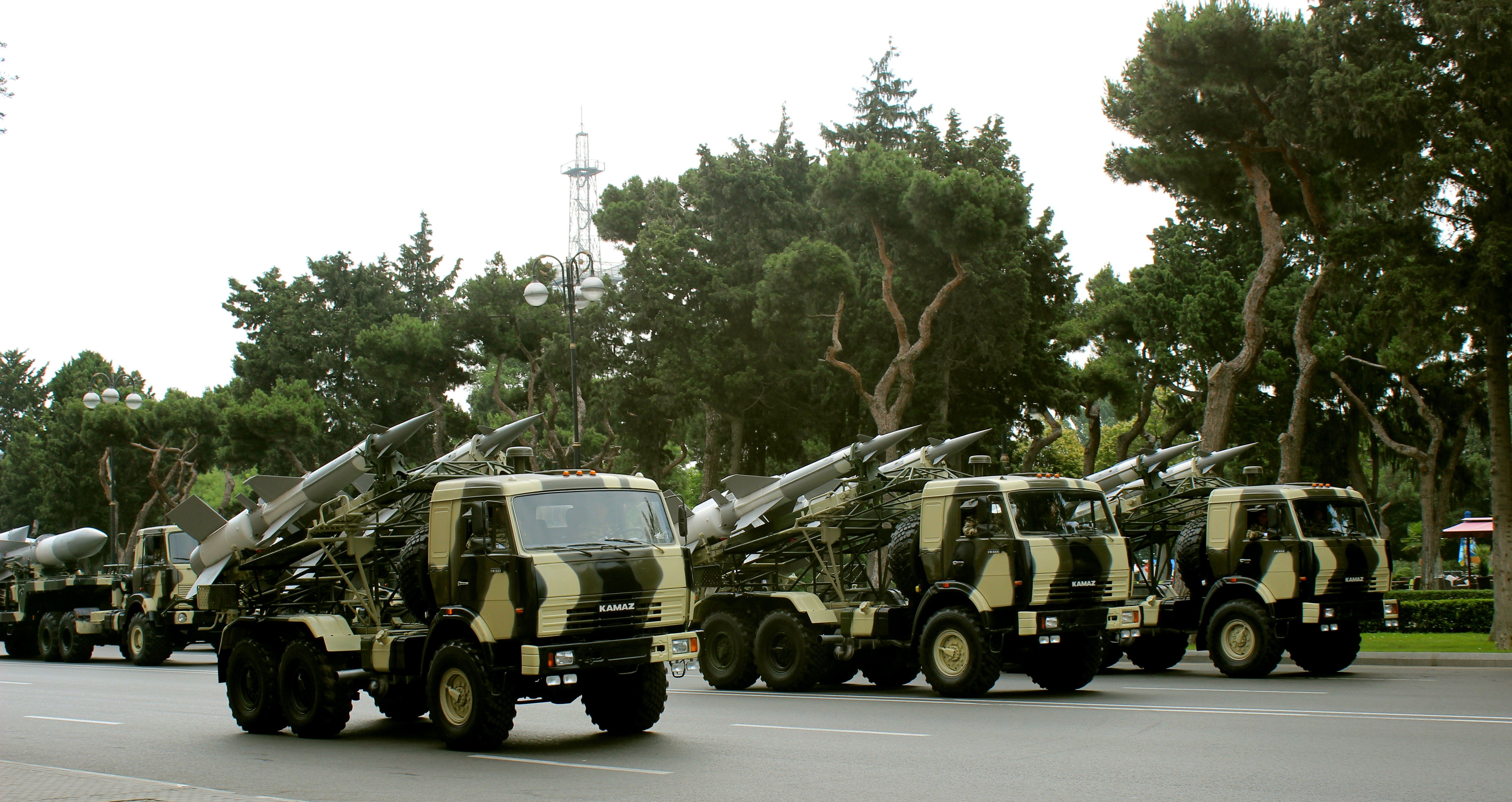
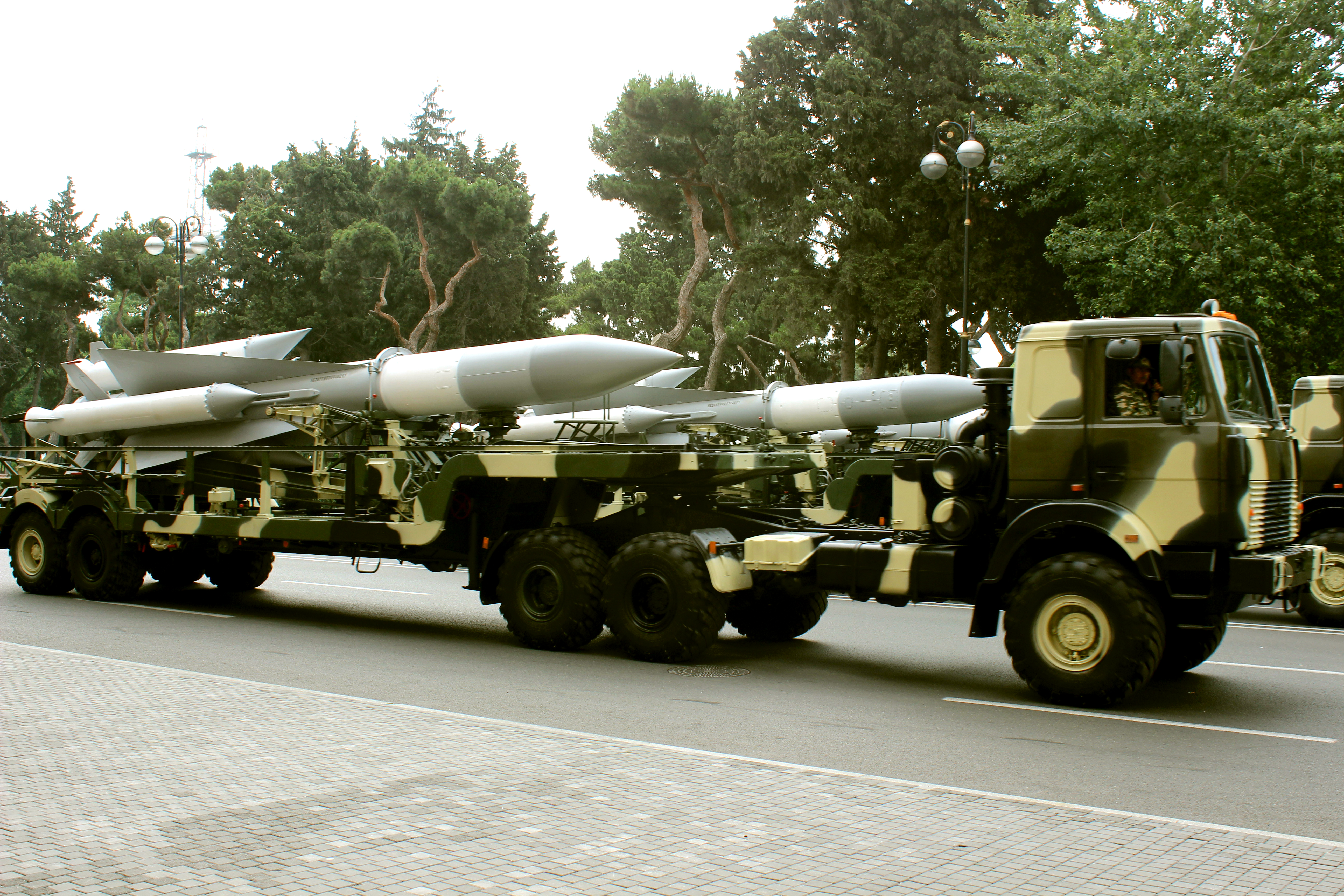
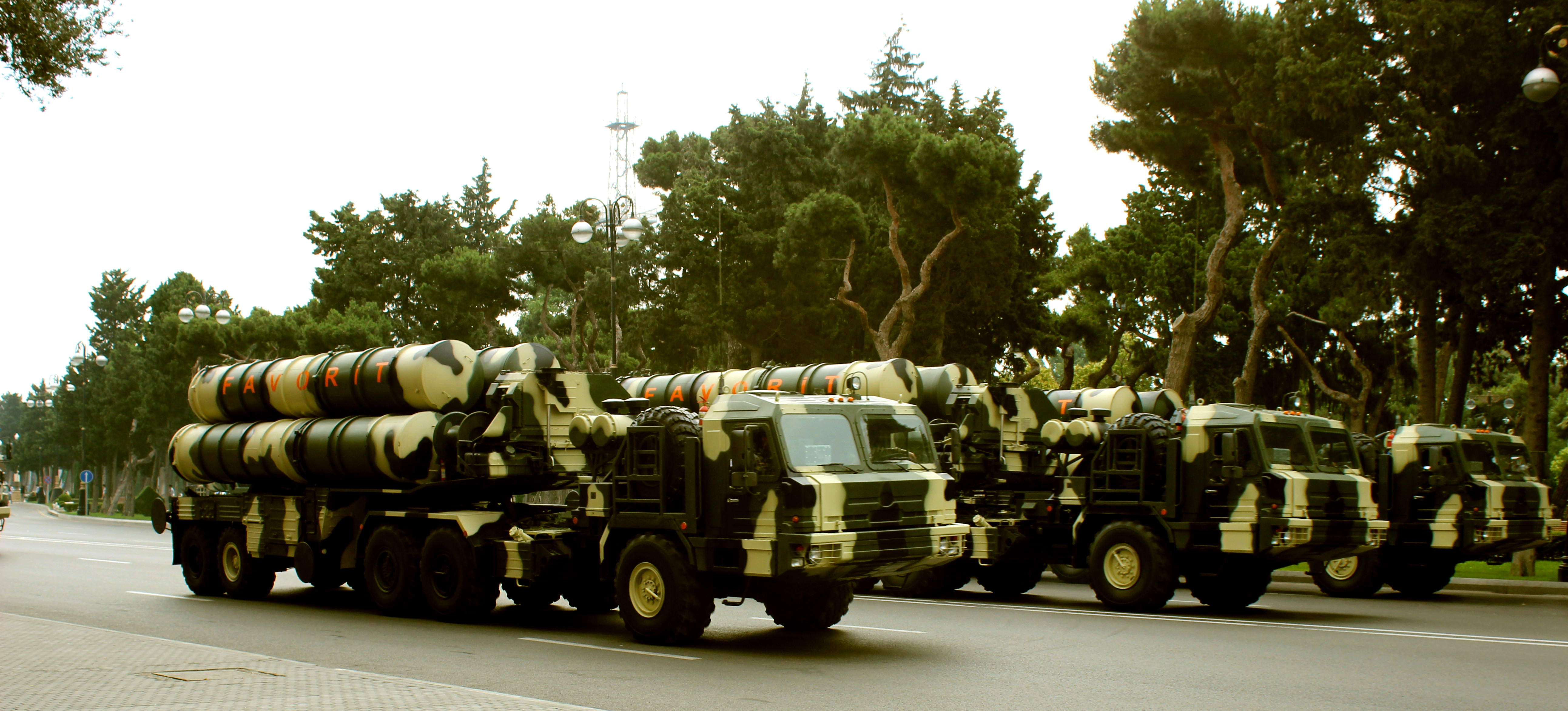
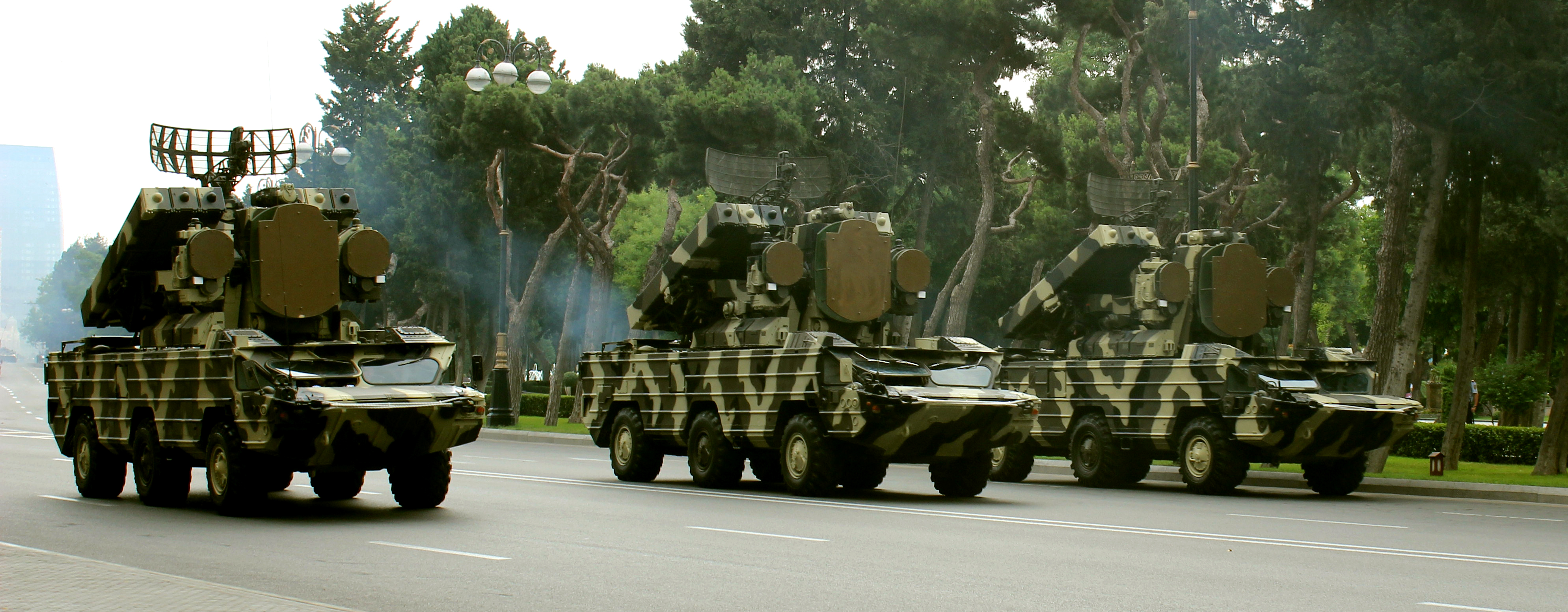
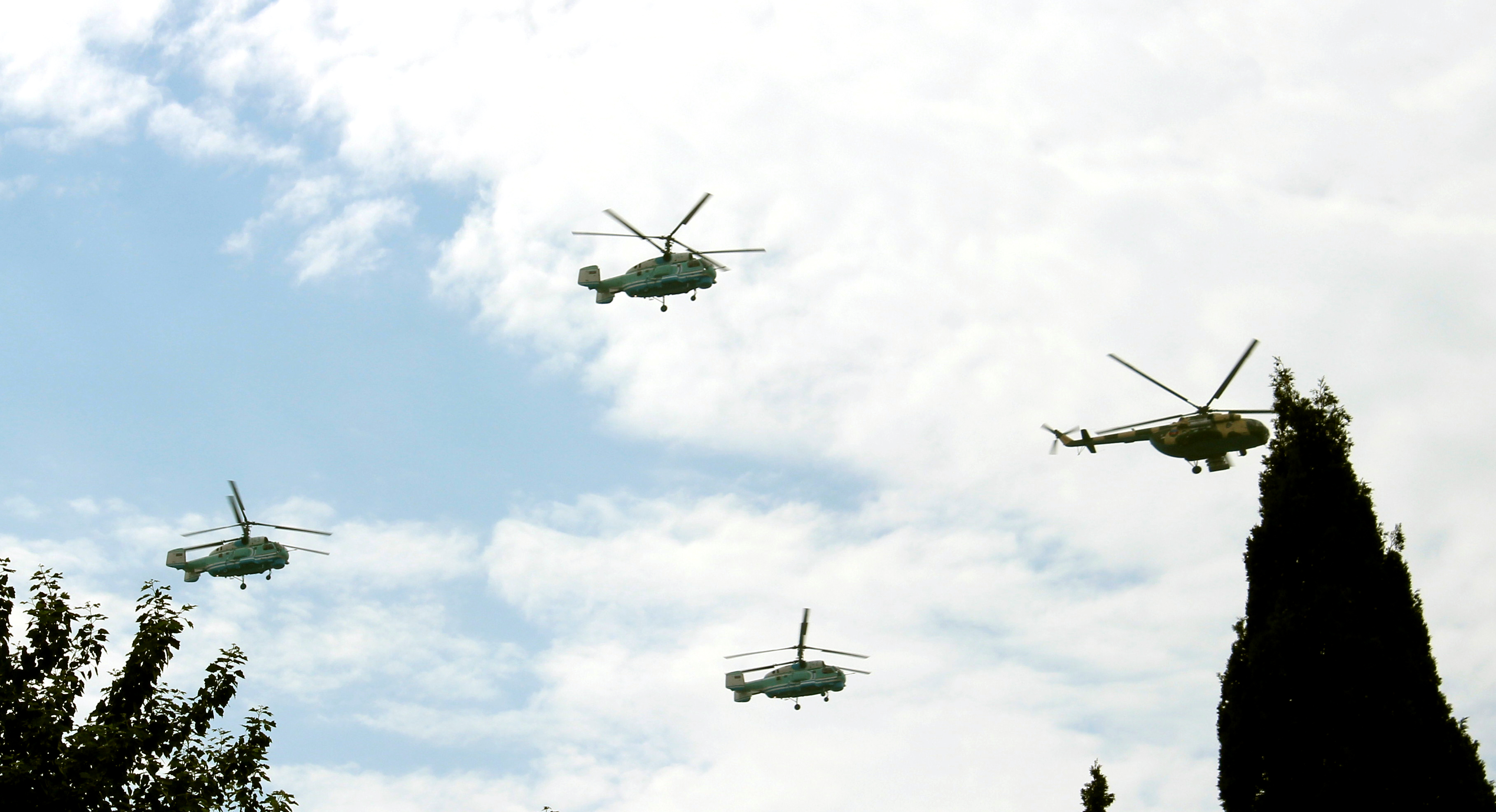
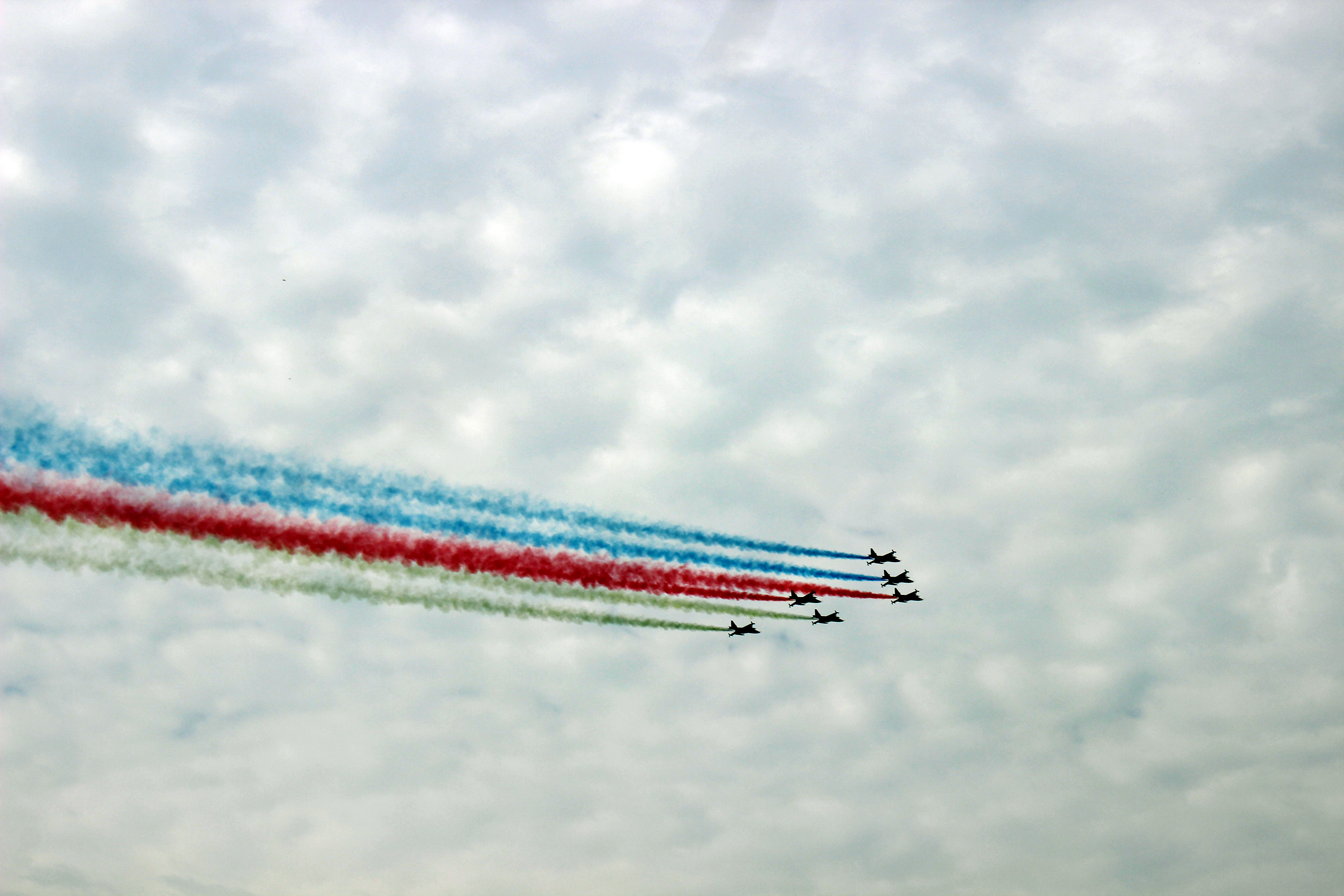
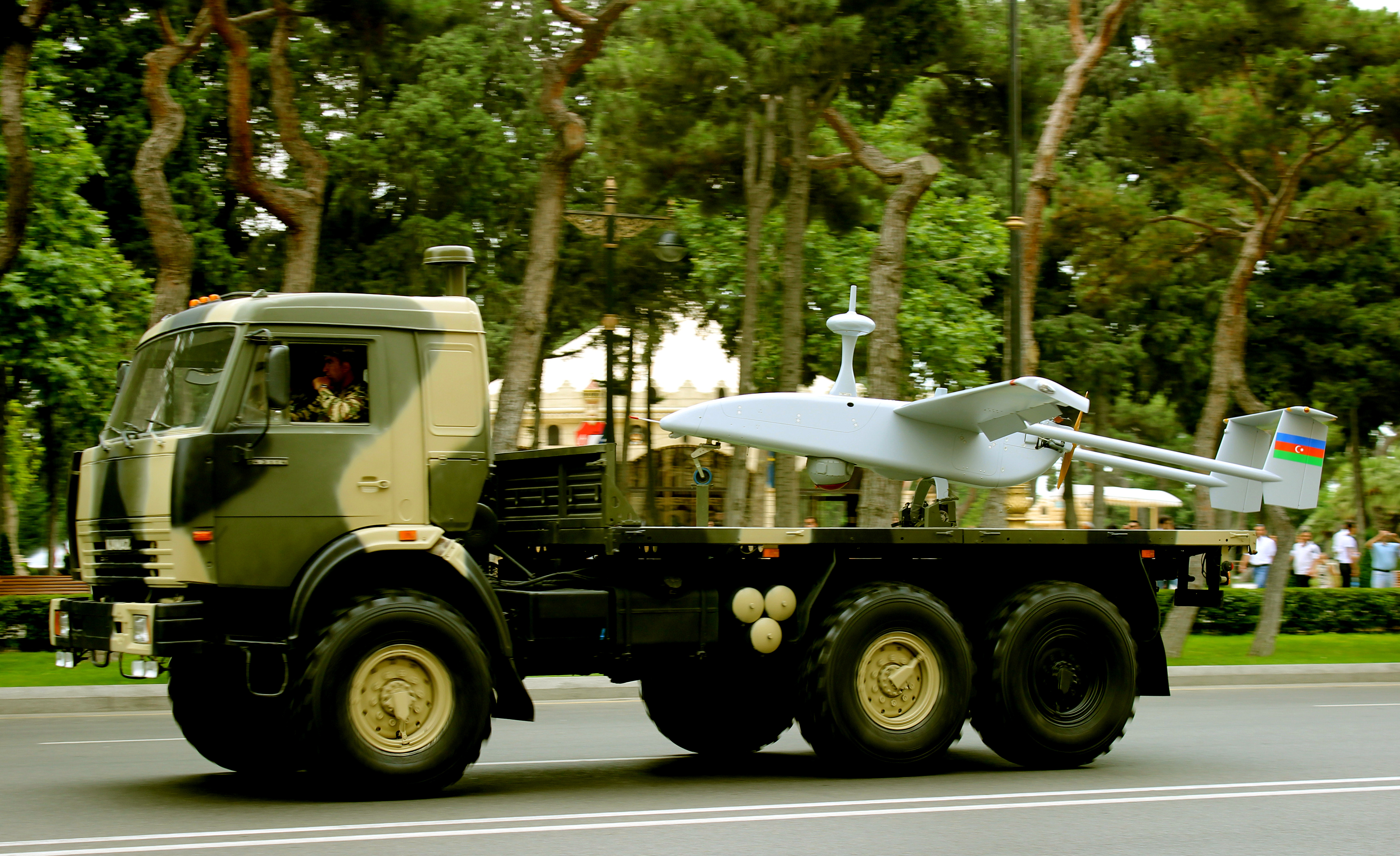
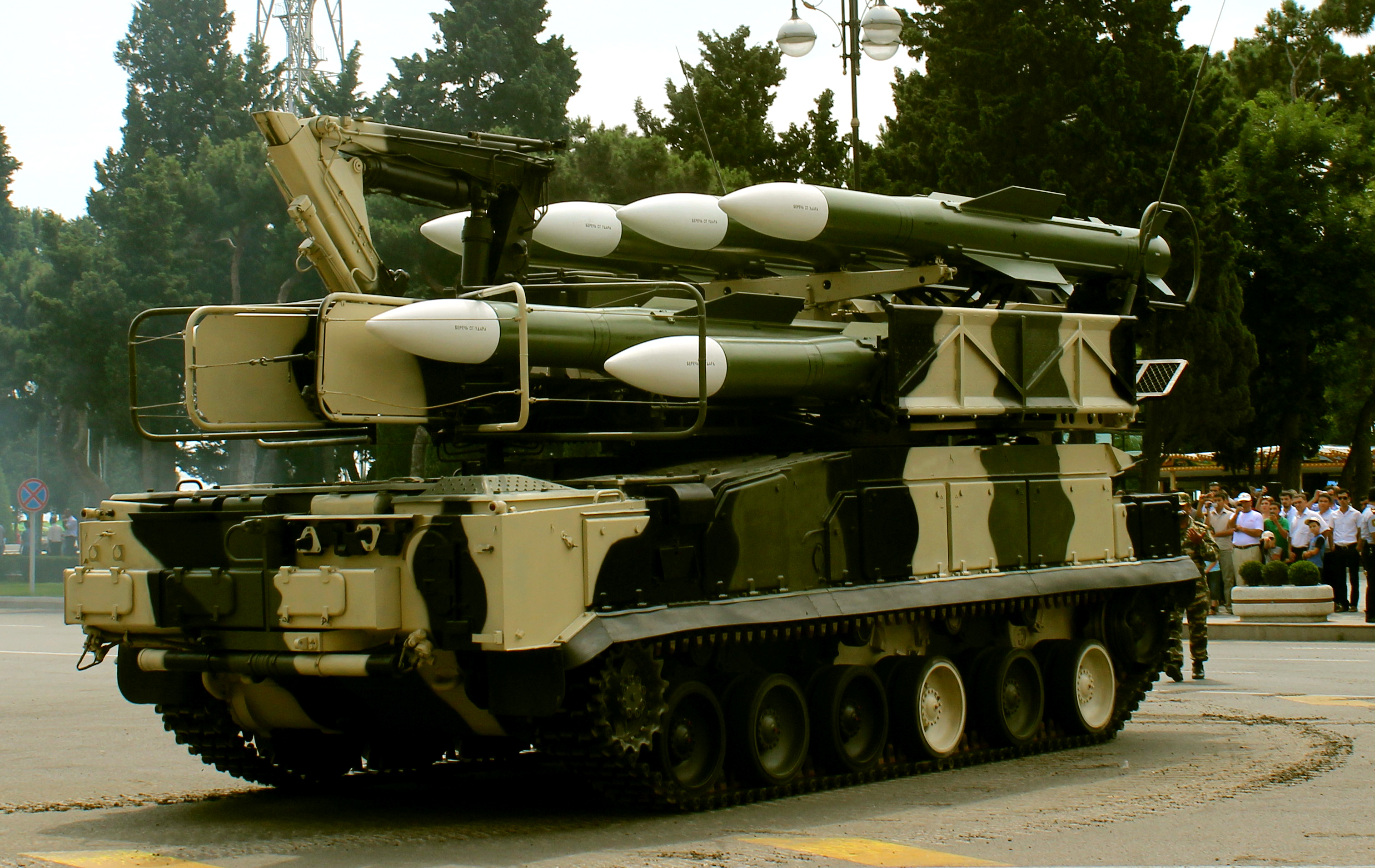
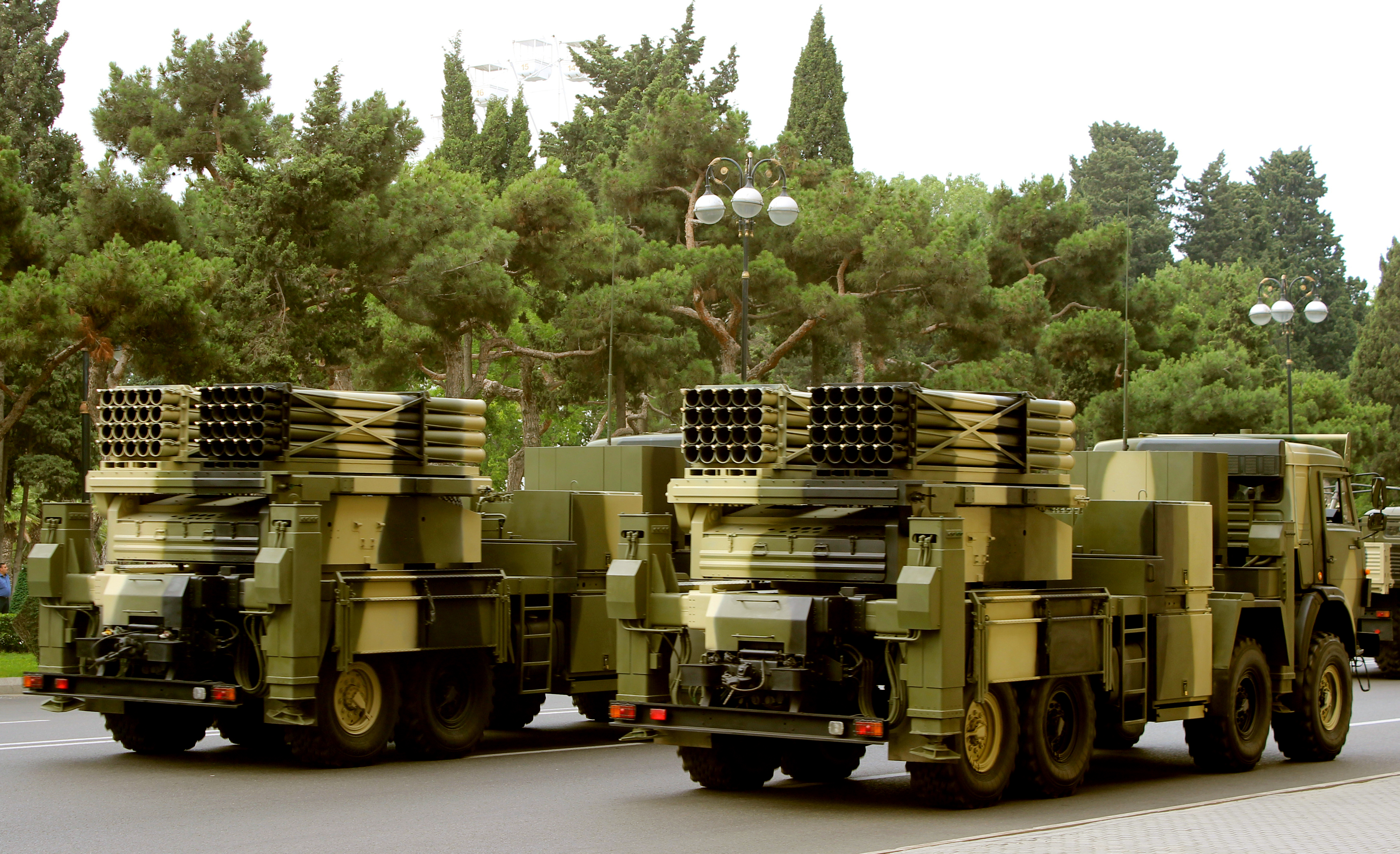

### Парад 2018

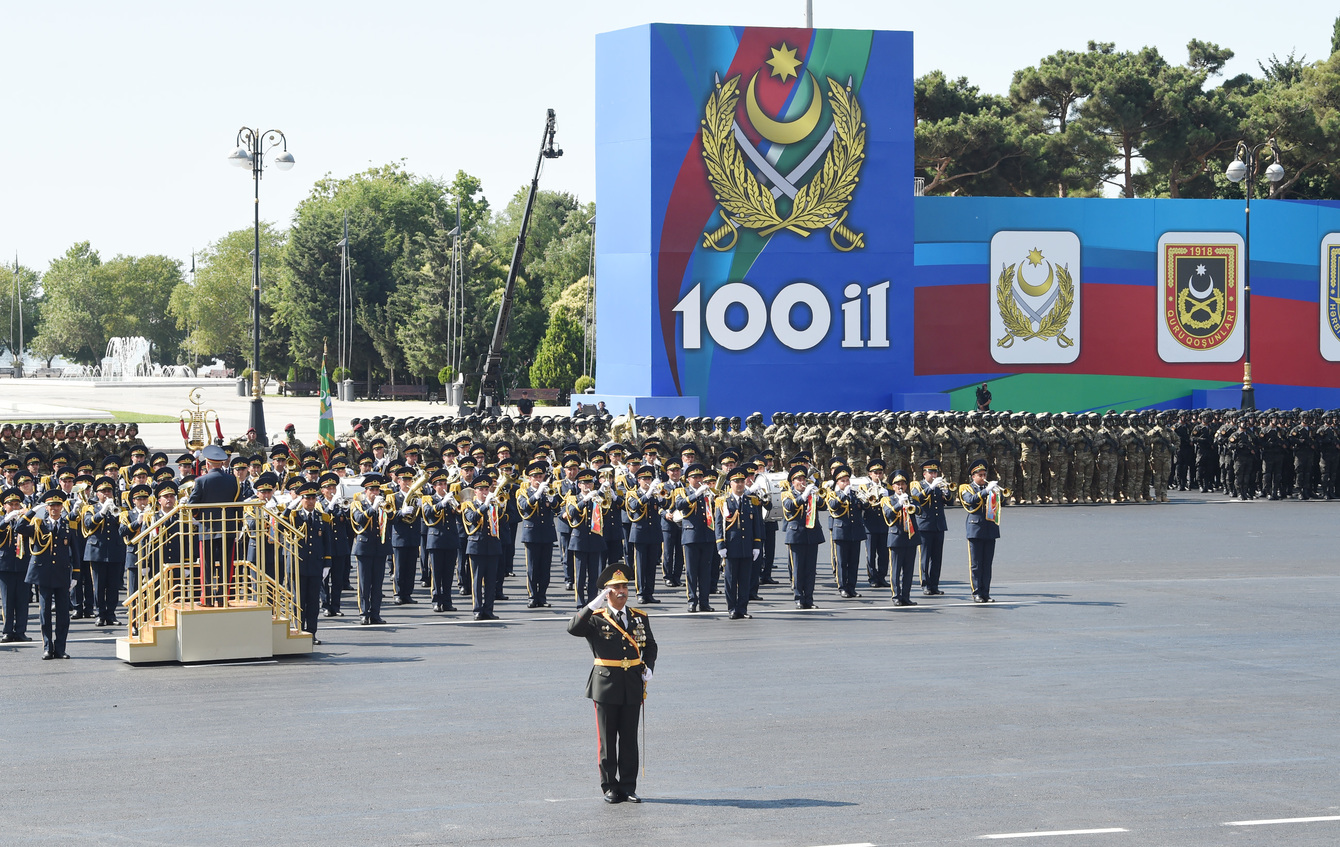
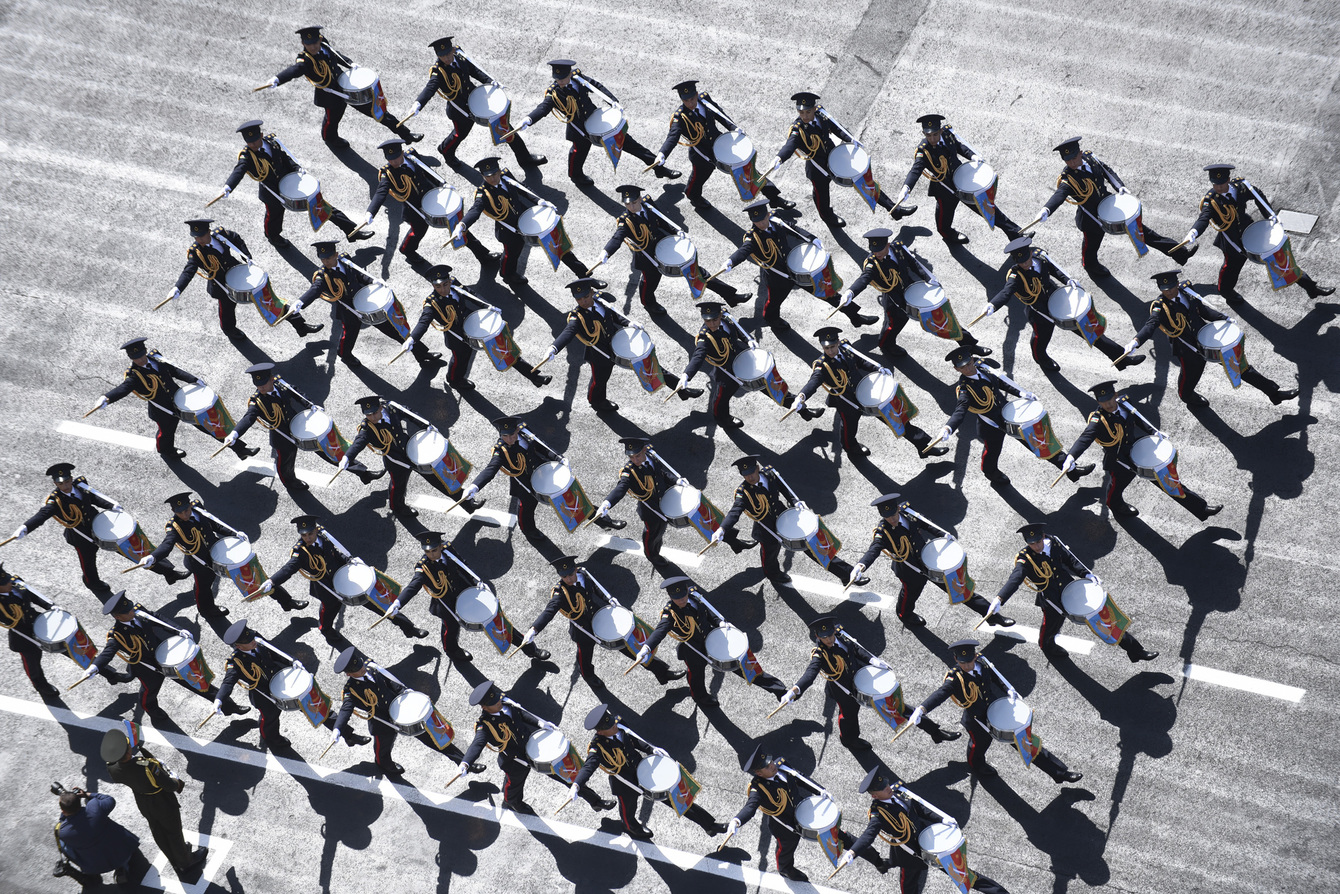
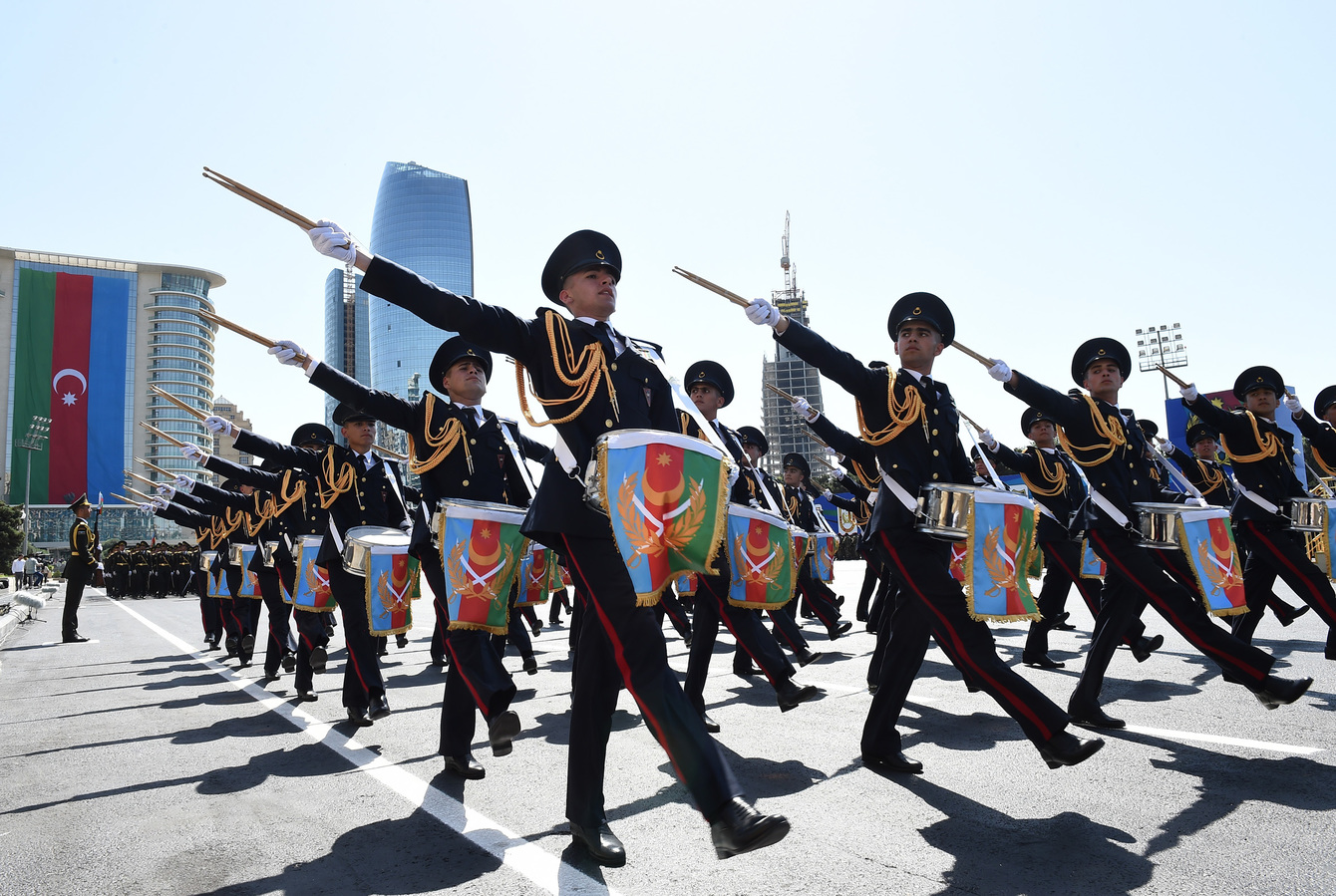
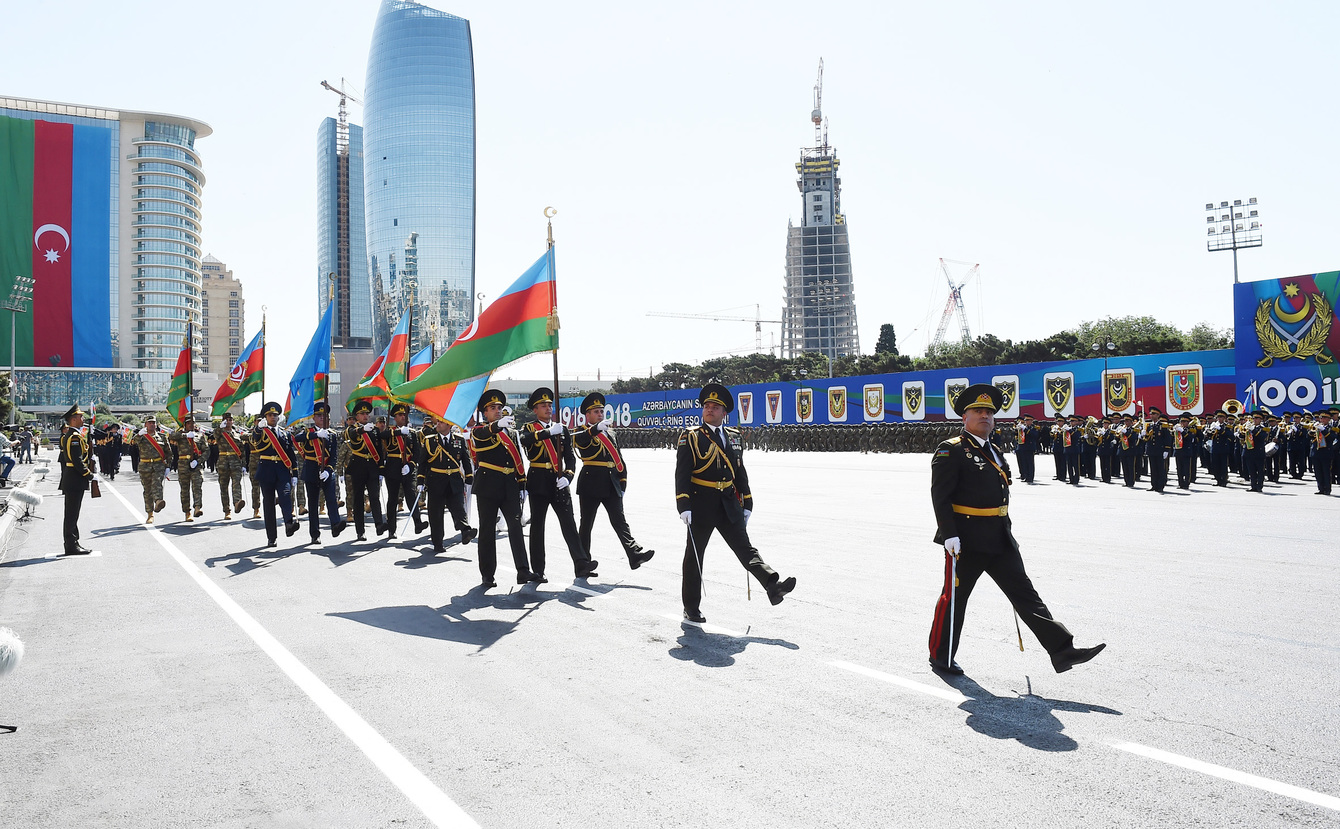
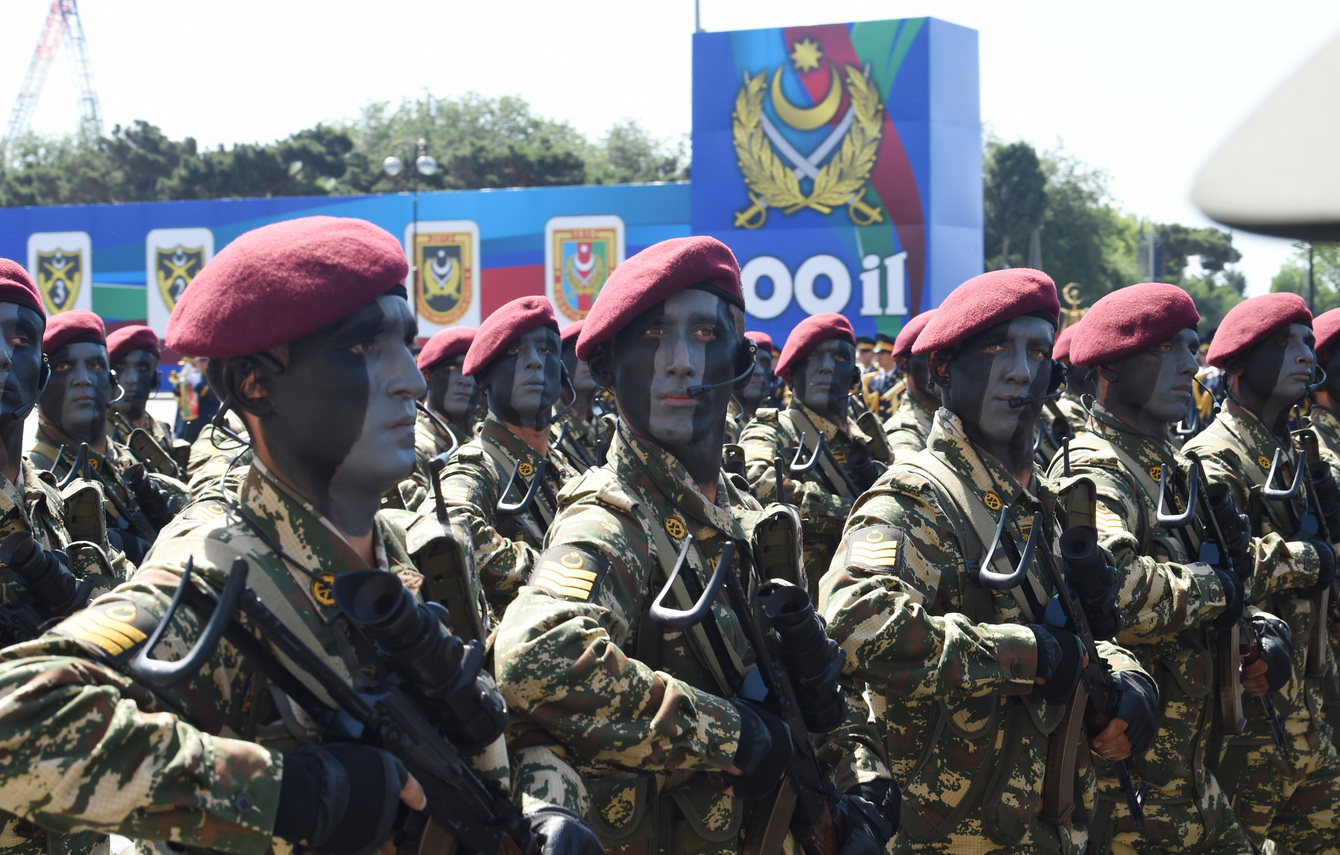
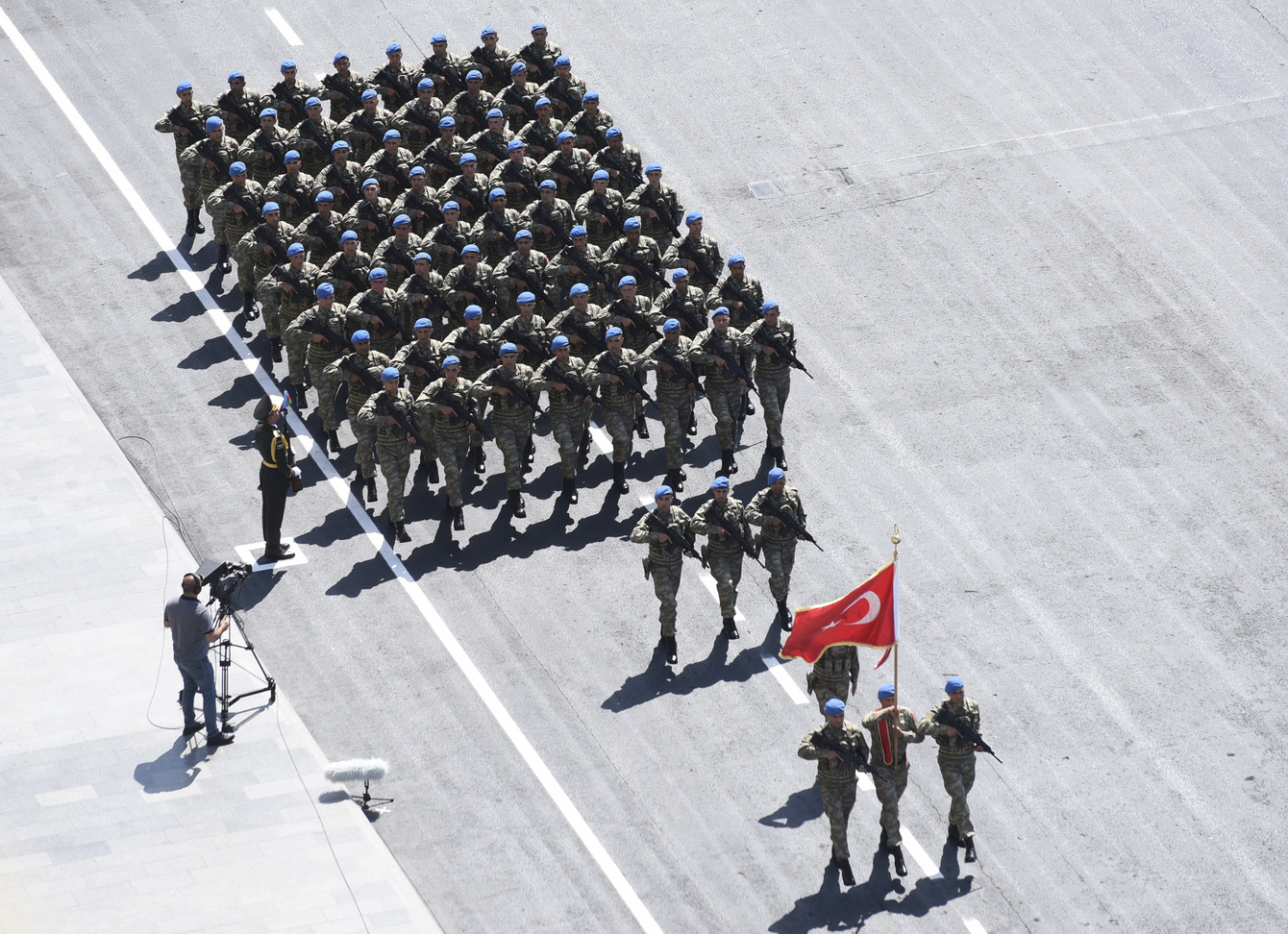
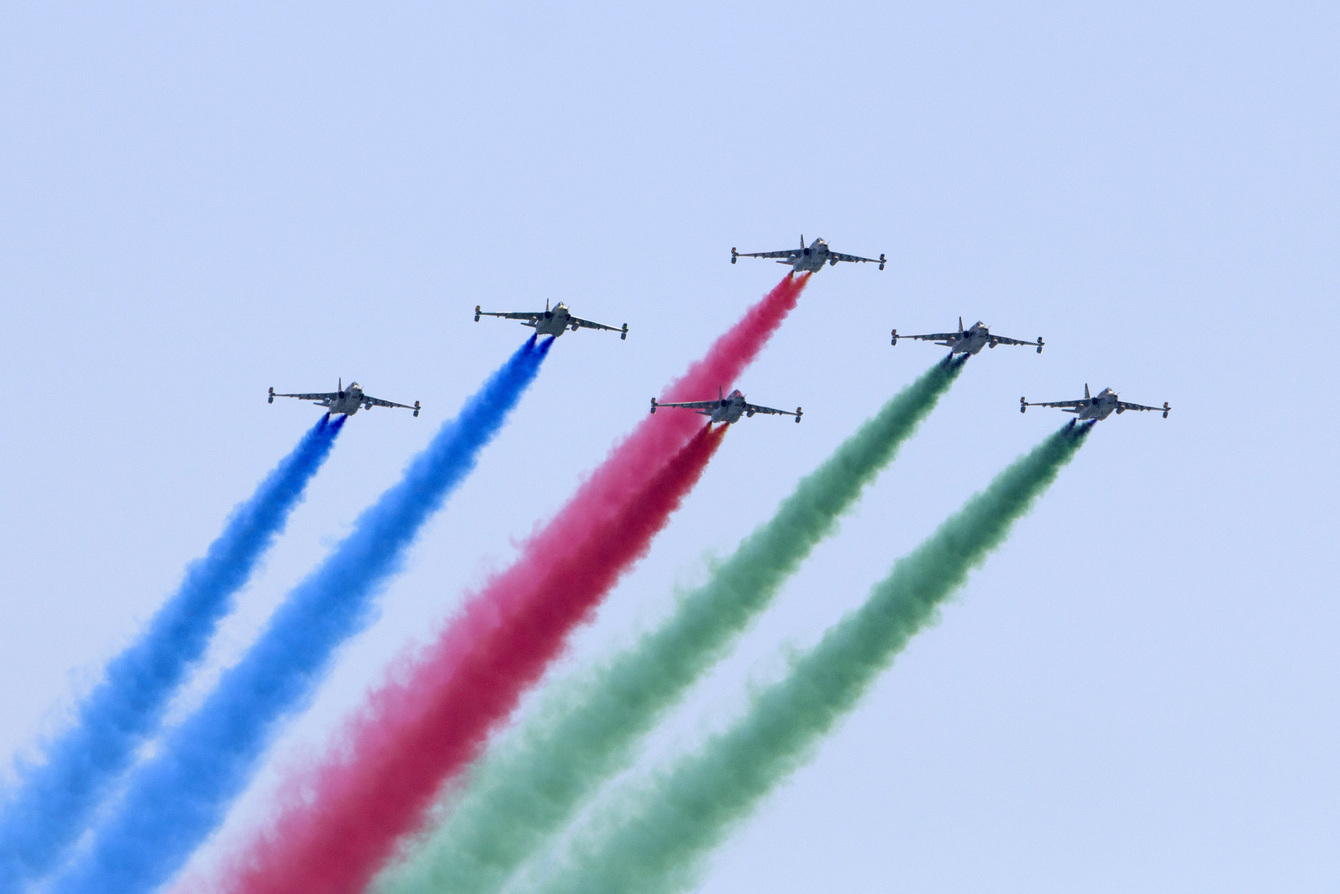
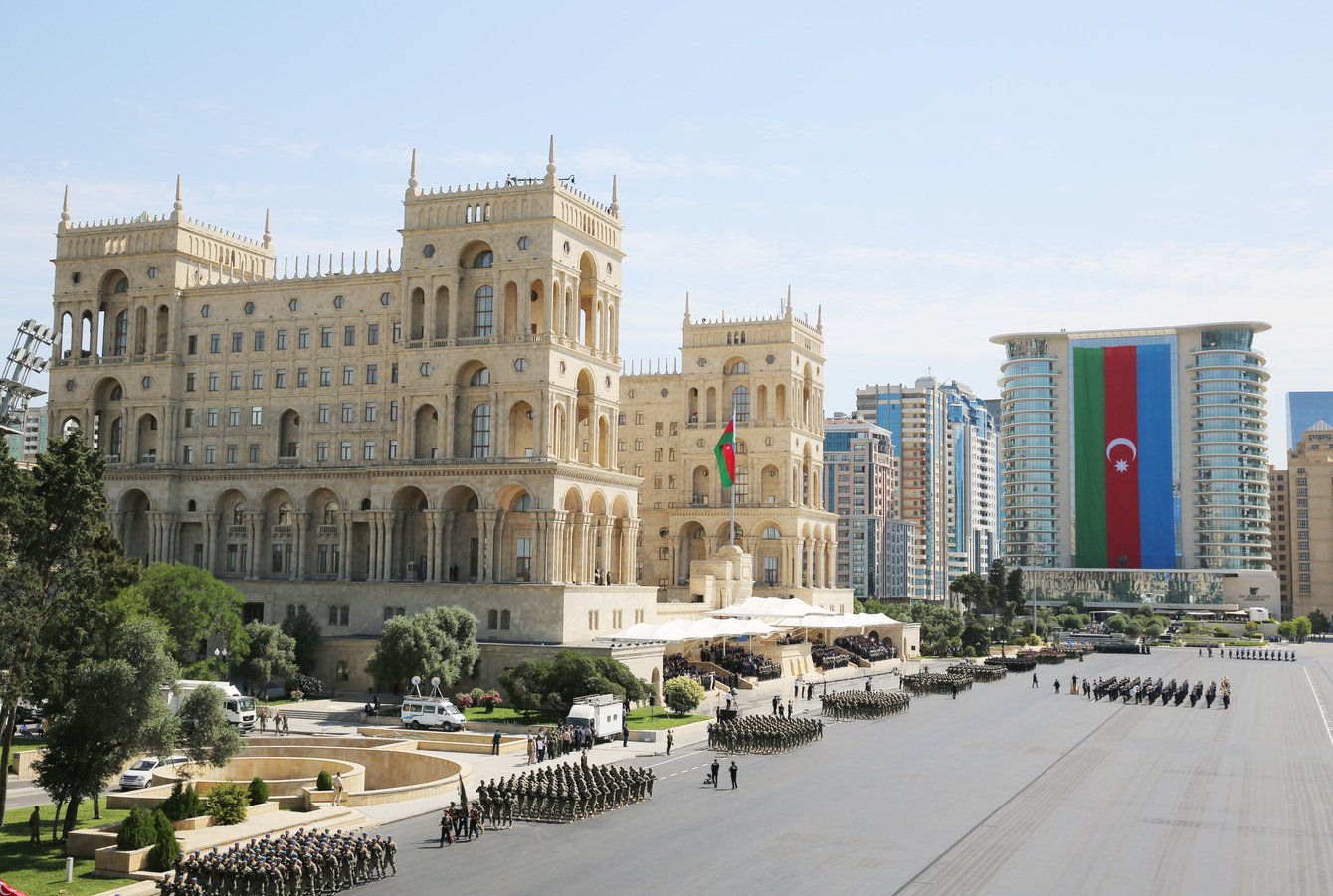
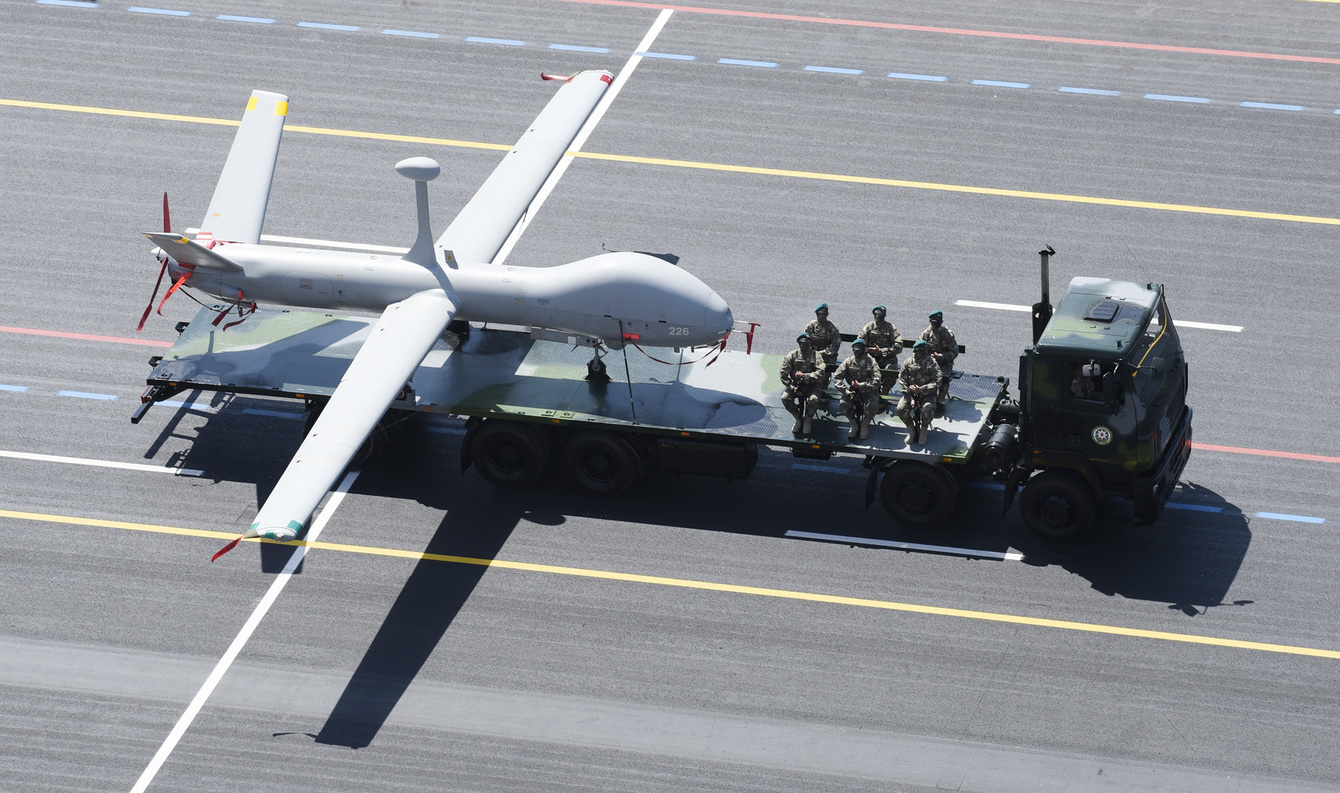
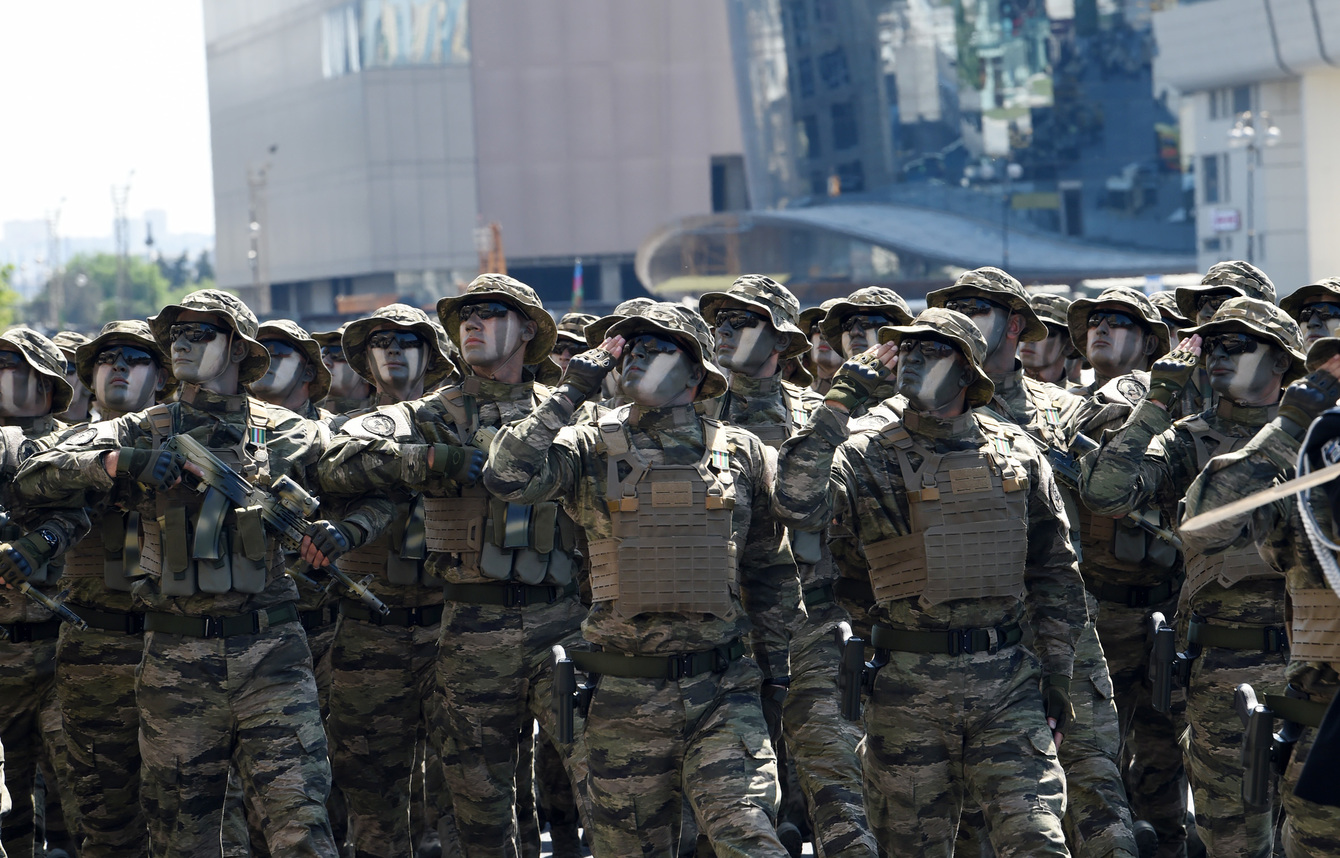